# Palais de la culture et de la technologie NKMZ
Le Palais de la culture et de la technologie NKMZ est un bâtiment culturel de style néoclassique à Kramatorsk en Ukraine.

## Situation
Il est situé sur la place de la Paix, dans la ville de Kramatorsk.

## Historique
Il a été inauguré le 1er mai 1965 et a été restauré en 1985. 
Le premier projet a été engagé par le directeur de l'usine Novokramatorsky Mashinostroitelny Zavod en 1949, mais le projet avançait lentement il a fallu trois directeurs pour achever la construction. Partitionné en six sections, il  a une surface utile de 12 800 mètres carrés. Une salle de concert de 970 places, une salle de théâtre de cent places,une salle de conférence de cent-cinquante places, une bibliothèque et un ensemble de salles pour des clubs locaux. Pour la décoration du palais, un ensemble de peintures et sculptures provenant de l'ensemble de l'Union soviétique furent utilisés. 

### En images

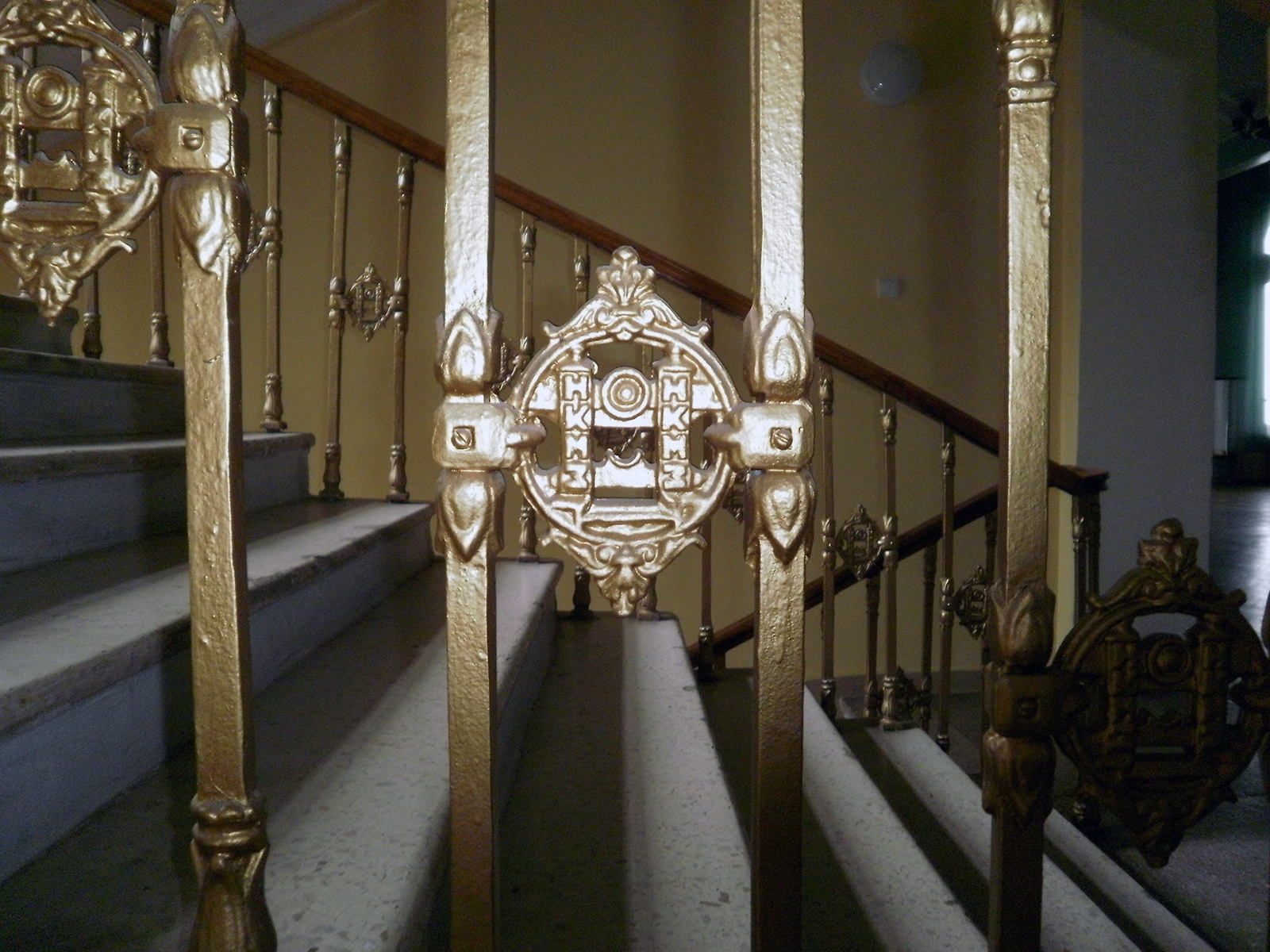
Escalier,
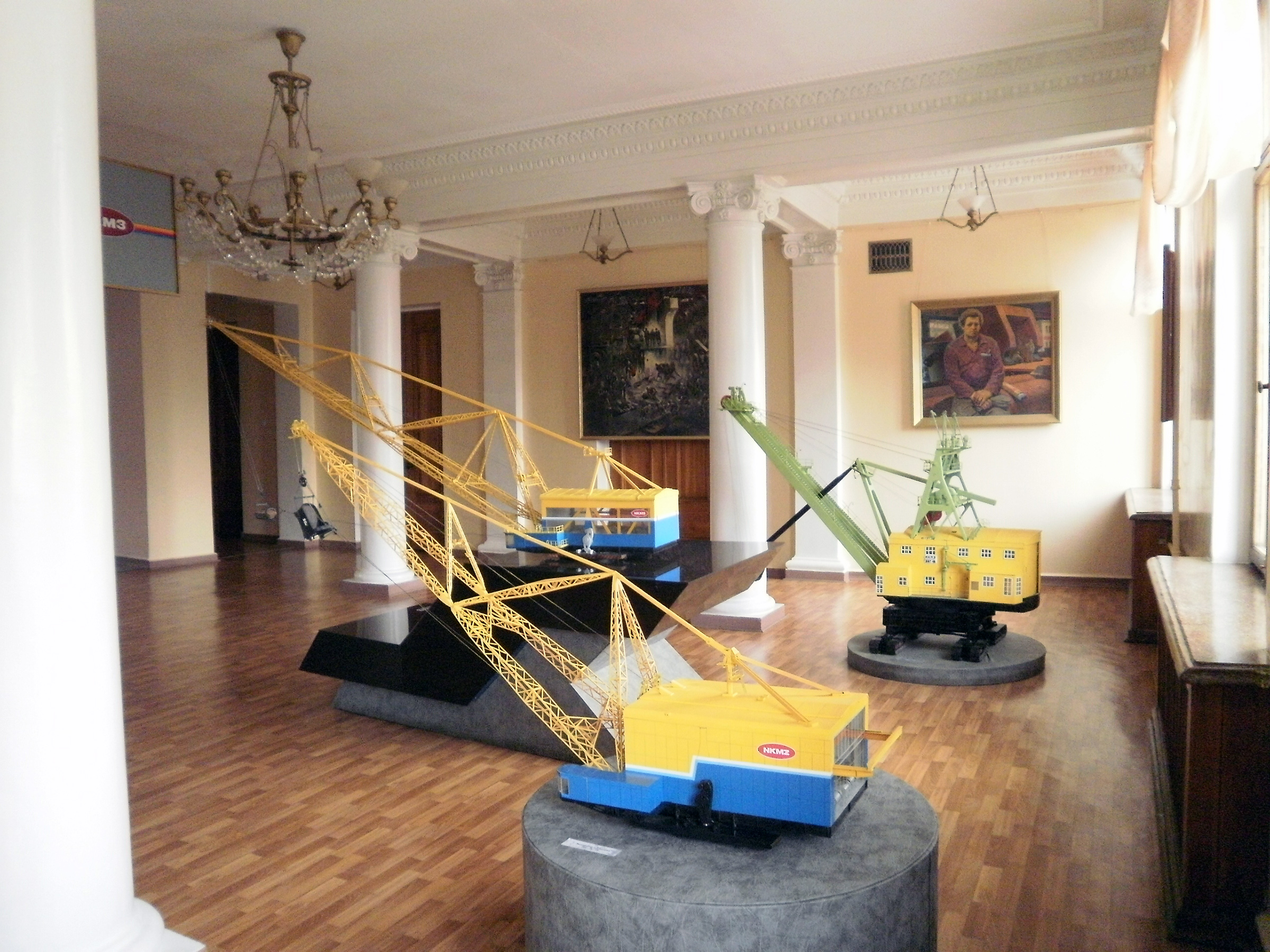
espace muséal,
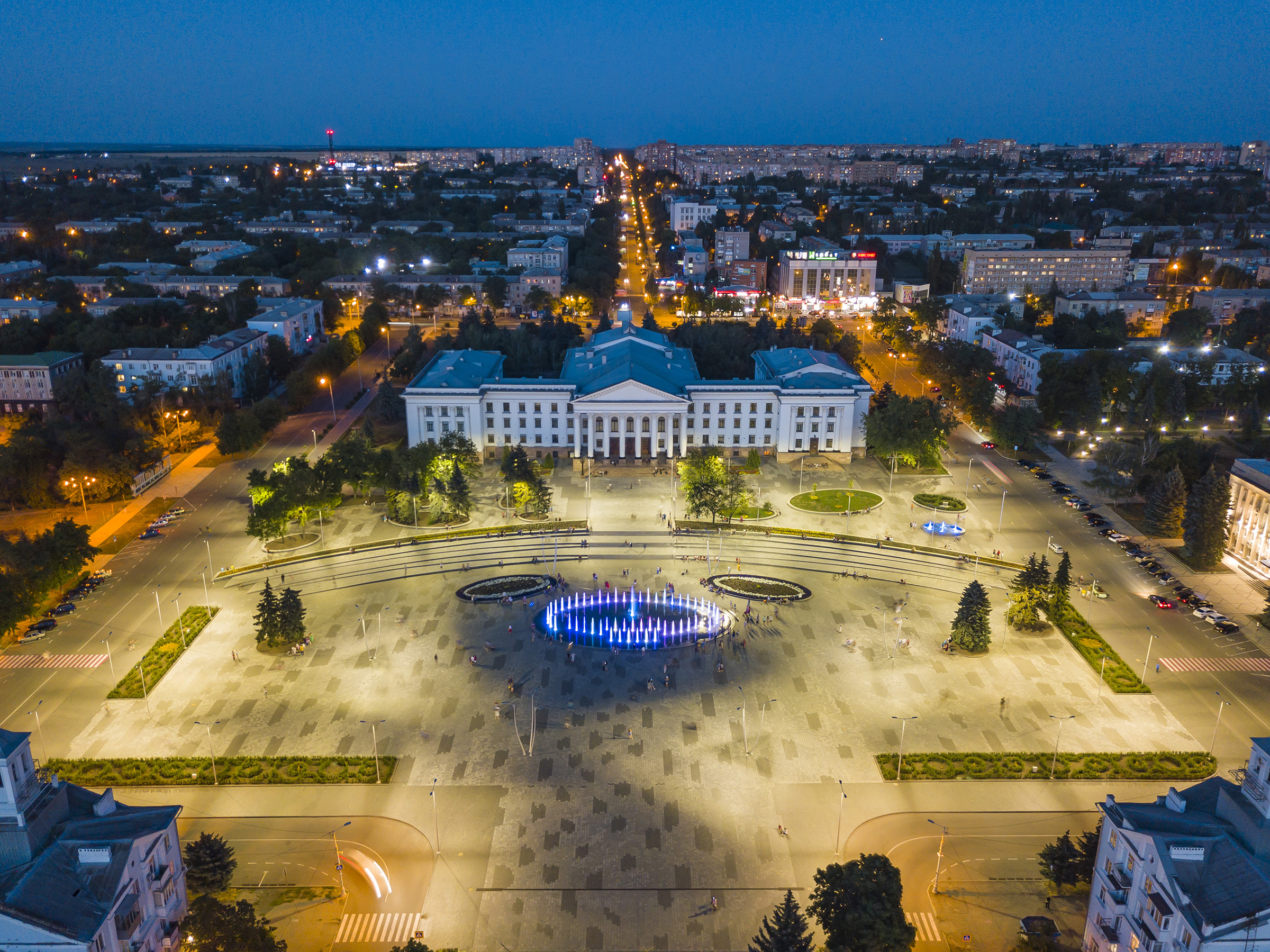
dans son contexte.